# Acetondikarboksilna kiselina
Acetondikarboksilna kiselina (3-oksoglutarna kiselina je jednostavna karboksilna kiselina, koja se može koristiti kao gradivni blok u organskoj hemiji.
Ona je komercijalno dostupna. Ova kiselina se može pripremiti putem dekarbonilacije limunska kiselina u dimećoj sumpornoj kiselini: